# Cristina Ruiz
Cristina Ruiz (* 16. Januar 1999) ist eine spanische Leichtathletin, die im Mittel- und Langstreckenlauf an den Start geht.

## Sportliche Laufbahn
Erste internationale Erfahrungen sammelte Cristina Ruiz bei den Crosslauf-Weltmeisterschaften 2017 in Kampala, bei denen sie nach 22:10 min auf den 51. Platz im U20-Rennen gelangte. Im Juli belegte sie bei den U20-Europameisterschaften in Grosseto in 9:31,07 min den sechsten Platz im 3000-Meter-Lauf und im Dezember wurde sie bei den Crosslauf-Europameisterschaften in Šamorín nach 14:24 min 20. im U20-Rennen und sicherte sich in der Teamwertung die Bronzemedaille. Im Jahr darauf gelangte sie bei den U20-Weltmeisterschaften in Tampere mit 9:13,75 min auf den neunten Platz über 3000 Meter und im Dezember wurde sie bei den Crosslauf-Europameisterschaften in Tilburg nach 14:12 min 16. im U20-Rennen. 2019 belegte sie bei den U23-Europameisterschaften in Gävle in 16:07,13 min den elften Platz im 5000-Meter-Lauf und im Dezember lief sie bei den Crosslauf-Europameisterschaften in Lissabon nach 21:51 min auf dem zehnten Platz im U23-Rennen ein. 2021 belegte sie bei den U23-Europameisterschaften in Tallinn in 15:54,8 min den sechsten Platz über 5000 Meter und im Dezember wurde sie bei den Crosslauf-Europameisterschaften in Dublin nach 21:07 min Siebte im U23-Rennen. Im Jahr darauf gelangte sie bei den Europameisterschaften in München mit 16:07,70 min auf den 17. Platz über 5000 Meter und bei den Crosslauf-Weltmeisterschaften 2023 im australischen Bathurst wurde sie nach 37:04 min 41. im Einzelrennen. Im Dezember gelangte sie bei den Crosslauf-Europameisterschaften in Brüssel nach 36:00 min auf den 13. Platz und sicherte sich in der Teamwertung die Silbermedaille hinter dem britischen Team. Bei den Crosslauf-Europameisterschaften 2024 in Antalya wurde sie nach 27:04 min 31. im Einzelbewerb.

## Persönliche Bestzeiten
- 1500 Meter: 4:17,85 min, 29. Juni 2021 in Castellón de la Plana
- 3000 Meter: 8:59,97 min, 1. Juli 2023 in Watford
  - 3000 Meter (Halle): 8:58,20 min, 8. Februar 2022 in Sabadell
- 5000 Meter: 15:25,11 min, 17. Juni 2023 in Wien
- 10.000 Meter: 32:08,70 min, 25. März 2023 in Burjassot
- 5-km-Straßenlauf: 15:35 min, 16. März 2024 in Leicester